# Фукухара Ай
Фукухара Ай  (яп. 福原 愛; нар. 1 листопада 1988) — японська настільна тенісистка, олімпійська медалістка.

## Виступи на Олімпіадах
| Олімпіада   | Дисципліна       | Місце |
| ----------- | ---------------- | ----- |
| Афіни 2004  | одиночний розряд | =9    |
| Пекін 2008  | одиночний розряд | =9    |
| Пекін 2008  | командний розряд | 4     |
| Лондон 2012 | одиночний розряд | =5    |
| Лондон 2012 | командний розряд | 2     |
| Ріо 2016    | одиночний розряд | 4     |
| Ріо 2016    | командний розряд | 3     |